# لین ردگریو
لین ریچل ردگریو (انگلیسی: Lynn Rachel Redgrave؛ زاده ۸ مارس ۱۹۴۳ – درگذشته  ۲ مه ۲۰۱۰) هنرپیشه اهل ایالات متحده آمریکا بود. وی بین سال‌های ۱۹۶۲ تا ۲۰۰۹ میلادی فعالیت می‌کرد.
از فیلم‌هایی که وی در آن نقش داشته‌است می‌توان به تام جونز، جورجی دختر، خدایان و هیولاها و عنکبوت، تنها کاری که می‌خواهم انجام دهم، عمیقاً، بهترین چیز بعدی، چگونه سگ همسایه خود را بکشید و درست انجام دادن اشاره کرد.

## جوایز و افتخارات
- کاندیدای بفتای بهترین بازیگر مکمل زن برای فیلم درخشیدن در سال ۱۹۹۶
- کاندیدای بفتای بهترین بازیگر مکمل زن برای فیلم خدایان و هیولاها در سال ۱۹۹۸